# Emblema de l'Afganistan
L'emblema de l'Afganistan (no confondre amb un escut heràldic) ha aparegut sempre d'alguna manera a la bandera estatal des de bon començament. Les absències més notables es van donar durant la dècada del 1980, sota el règim comunista, i al final dels anys 90 del segle xx, durant el govern dels talibans.

National Emblem of Afghanistan

Metallic Gold Edition

L'emblema porta al capdamunt el text de la Professió de Fe islàmica (la xahada) escrit en àrab: Lā ilaha il·la al-Lāh, Muhammadun rasūlu l-Lāh, «No hi ha cap més déu que Al·là i Mahoma n'és el profeta» i, a sota, el takbir: Allāhu Akbar, «Al·là és gran». Més avall, ocupant la part central, apareix una mesquita amb el mihrab encarat a la Meca; a banda i banda de la mesquita, dues banderes de l'Afganistan. A la part inferior, la data 1298 del calendari musulmà (equivalent al 1918 del calendari gregorià, data de la independència afganesa) i el nom de l'estat en una cinta, i tot al voltant una garlanda circular formada per espigues de blat.

## Escuts utilitzats anteriorment

1901-1919
1919-1926
1926-1928
1928-1929
1929-1931
1931-1973
1992-1996
2002-2004
2004-2013